# Pardies
Pardies település Franciaországban, Pyrénées-Atlantiques megyében. Lakosainak száma 920 fő (2022. január 1.). Pardies Abos, Artix, Bésingrand, Lahourcade, Monein, Noguères, Os-Marsillon és Parbayse községekkel határos.

## Népesség
A település népességének változása:
| Lakosok száma | 872  | 852  | 867  | 849  | 855  | 860  | 898  | 912  | 920  |
|               | 2013 | 2015 | 2016 | 2017 | 2018 | 2019 | 2020 | 2021 | 2022 |